# Carlos Sanchez (empresário)
Carlos Sanchez (c. 1962) é um empresário brasileiro. Sanchez gerencia a drogaria EMS, fundada por seu pai, Emiliano Sanchez, filho de um imigrante espanhol e uma descendente de italianos, detendo 75% das ações da empresa, que é o principal negócio do portfólio do Grupo NC. De acordo com a revista Forbes, é uma das pessoas mais ricas do Brasil, com um patrimônio estimado em 2020 de US$ 1,6 bilhão.